# Skive
Skive é um município da Dinamarca, localizado na região noroeste, no condado de Viborg.
O município tem uma área de 230,35 km² e uma  população de 28 074 habitantes, segundo o censo de 2004.
Seu filho mais ilustre foi o cartunista Mik (apelido de Henning Dahl-Mikkelsen), nascido em 1915, criador das tiras Ferd'nand.
A população em 2009 estima-se em 48.300 habitantes.